# Richard H. Thaler
Richard H. Thaler (East Orange, New Jersey, 1945. szeptember 12. –) Nobel-díjas amerikai közgazdász, a viselkedési közgazdaságtan (behavioral economics) professzora a Chicagói Egyetem Booth School of Business szakán.
Ismertségét főként a viselkedési pénzügyek (behavioral finance) területén elért eredményeinek köszönheti. Daniel Kahnemannal, és más közgazdászokkal közösen végzett kutatásai nagy előrelépést jelentettek ezen terület megismerésében. 2017-ben közgazdasági Nobel-emlékdíjat kapott.

## Munkássága

### Könyvei
Thaler könyvei a laikus olvasó számára íródtak, céljuk a viselkedési pénzügyek megismertetése, alapjainak definiálása. A The Winner's Curse című könyve tartalmazza azokat az anomáliákat, melyeket Thaler munkássága során összegyűjtött és melyek az irracionális emberi viselkedést bizonyítják. Thaler mondása, hogy a hagyományos közgazdaságtan piaci alapú megközelítése tökéletlen, mivel "azt feltételezi, hogy az emberek tökéletesen racionálisak és érzelemmentesek". Az emberek számításai gépi pontosságúak és teljes önuralmat gyakorolnak.
Legújabb könyve a Rendbontók. A viselkedési közgazdaságtan térnyerése (Kiadó: HVG könyvek, 2016, Budapest; ISBN 9789633043547).
R. Cass Sunstein-vel közösen írt Nudge: A pénzügyi válság után; Jobb döntések egészségről, pénzről és boldogságról (Manager Könyvkiadó kft., Budapest, 2011, ISBN 9789639912236) című könyvük 2011-ben jelent meg magyar fordításban. A kötet úttörő ötleteket ad a döntéstervezés új tudományának alkalmazására, amelyek jobb döntések irányába ösztökélhetik az embereket. A szerzők a rossz döntések okát abban látják, hogy az emberek fogékonyak különböző torzításokra, és ez gyakran hibákhoz vezet. Thaler és Sunstein megmutatja, hogy ha ismerjük az emberek gondolkodását, akkor tervezhetünk számukra olyan környezetet, amelyben maguk, családjuk és társadalmuk számára is jobb döntéseket hozhatnak. Az élet legfontosabb területeiről vett szemléletes példákkal bizonyítják, hogy a választástervezés kedvezőbb irányba ösztökélhet bennünket, anélkül hogy korlátozná választásunk szabadságát.

### Publikációi
A Journal of Economic Perspectives című folyóiratban Anomalies (Anomáliák) néven 1987 és 1990 között megjelenő cikksorozatában a közgazdasági viselkedés egyéni vonásait elemezte, amelyek szemben állnak a hagyományos mikroökonómia elméletével.
A New York Times rovatvezetőjeként megoldásokat keres az USA pénzügyi gondjainak rendezésére.
1992-től kezdve Az NBER igazgatóságában a Viselkedési Közgazdaságtan szekció felelős vezetője.

## További szereplései
A Fuller & Thaler Asset Management eszközkezelő vállalat alapító tagja, mely tőkekapitalizációja az olyan kognitív torzításokon alapul, mint például ellátottsági hatás (endowment effect), veszteség kerülés (loss aversion) vagy a status quo torzítás.
A 2015-ben bemutatott A nagy dobás (The Big Short) című filmben önmagát alakítja, és Selena Gomezzel közösen egy viselkedési anomáliára ad magyarázatot.

## Magyarul megjelent művei
- Richard H. Thaler–Cass R. Sunstein: Nudge. Jobb döntések egészségről, pénzről és boldogságról a pénzügyi válság után; ford. Kövesdi Miklós Gábor; Manager, Bp., 2011
- Rendbontók. A viselkedési közgazdaságtan térnyerése; ford. Hegedűs Péter; HVG Könyvek, Bp., 2016

## Szakmai elismerések[15]
- 2000: American Academy of Arts and Sciences tagja

- 2005: TIAA-CREF Paul Samuelson-díj

- 2010: American Economics Association alelnöke

- 2012: CFA Institute Nicholas Molodovsky-díj

- 2012: Econometrica Society tagja

- 2014: Keil Global Economy-díj

- 2015: American Economics Association elnöke

- 2017: Neumann-díj kitüntetettje (John von Neumann Award)